# Friedrich Schulze (historien)
Ne doit pas être confondu avec Friedrich Schulze (architecte).
Pour les articles homonymes, voir Schulze.
Friedrich Karl Alfred Schulze (né le 20 avril 1881 à Weimar et mort le 28 août 1960 à Halle-sur-Saale) est un historien allemand et directeur du musée d'histoire de la ville de Leipzig (de).

## Biographie
Schulze est le fils d'un maître boulanger et est diplômé du lycée du lycée de la cathédrale de Naumbourg (de). Il étudie ensuite aux universités d'Iéna et de Leipzig, d'abord la philologie classique et germanique, puis, en raison d'un changement d'intérêts, l'histoire, les études allemandes et la philosophie. En 1903, il obtient son doctorat avec la thèse Die Gräfin Dolores. Ein Beitrag zur Geschichte des deutschen Geisteslebens im Zeitalter der Romantik. En 1904, il passe l'examen pour l'enseignement supérieur. Pendant ses études, il se lie au mouvement étudiant libre (de) et dans la Finkenschaft locale. Il travaille comme secrétaire au sein de l'Union des étudiants libres de Leipzig et écrit de nombreux articles dans la presse étudiante libre.
Il travaille d'abord de 1904 à 1906 comme professeur adjoint aux lycées Carola (de) et Saint-Nicolas (de) de Leipzig, et de 1906 à 1911, il est employé de la BG Teubner Verlag, par l'intermédiaire de laquelle il publie un ouvrage sur l'histoire de l'entreprise et écrit les chapitres I à V. À partir de 1913, il participe à la création du nouveau musée de la ville de Leipzig. Schulze travaille également comme écrivain indépendant et écrit, par exemple, des articles pour le Allgemeine Lexikon der Bildenden Künstler von der Antike bis zur Gegenwart.
Lorsqu'Albrecht Kurzwelly (de) meurt en 1917 des suites d'une blessure de guerre, Schulze prend sa place de second chef au sein du comité directeur du musée d'histoire de la ville. En 1918, il prend le poste de directeur du musée et en est le directeur jusqu'en 1945. Schulze est également président de la Société d'histoire de Leipzig (de) de 1928 à 1938.
Das deutsche Studententum von den ältesten Zeiten bis zur Gegenwart, rédigé en collaboration avec Paul Ssymank (de), est encore aujourd'hui considéré comme un ouvrage de référence sur l'histoire des étudiants.

## Publications (sélection)
- Die Gräfin Dolores. Ein Beitrag zur Geschichte des deutschen Geisteslebens im Zeitalter der Romantik. dir.: Albert Köster (= Probefahrten – Erstlingsarbeiten aus dem Deutschen Seminar Leipzig. Volume 2). R. Voigtländer, Leipzig, 1904 (archive.org – Zugleich Dissertation an der Universität Leipzig).
- Die Franzosenzeit in deutschen Landen 1806–1815 in Wort und Bild der Mitlebenden. Volume 1: 1806–1812, Volume 2: 1812–1815. R. Voigtländer, Leipzig, 1908, OCLC 560538002 (archive.org).
- Friedrich Schulze (dir.), B. G. Teubner 1811–1911. Geschichte der Firma in deren Auftrag. Vieweg+Teubner Verlag, Wiesbaden, 1911, doi:10.1007/978-3-663-19245-9 (archive.org).
- Friedrich Schulze (dir.), Die ersten deutschen Eisenbahnen Nürnberg-Fürth und Leipzig-Dresden (= Voigtländers Quellenbücher. Volmume1). Voigtländer, Leipzig, 1912 (gei-digital.gei.de).
- Das Stadtgeschichtliche Museum zu Leipzig. Ein Erinnerungsblatt an seinen Schöpfer Albrecht Kurzwelly (geb. 20. Januar 1868, gest. 8. Januar 1917 zu Leipzig). Dans: Museumskunde. Zeitschrift für Verwaltung und Technik öffentlicher und privater Sammlungen. Vol. 13 (1918), p. 24–28.
- Der deutsche Buchhandel und die geistigen Strömungen der letzten hundert Jahre. Verlag des Börsenvereins der deutschen Buchhändler, Leipzig, 1925 (Leseprobe, books.google.de).
- Deutsche Bibeln vom ältesten Bibeldruck bis zur Lutherbibel. Bibliographisches Institut, Leipzig, 1934, OCLC 608931087.